# Mudry CAP 10
Il Mudry CAP 10 è un monomotore da addestramento acrobatico ad ala bassa prodotto dall'azienda francese Avions Mudry et Cie tra la fine degli anni sessanta e gli anni settanta fino alla sua chiusura, poi dalla APEX Aviation fino al 2008 nelle versioni più recenti.

## Storia del progetto
Nel 1966 Auguste Mudry l'allora titolare dell'azienda Coopérative des Ateliers Aéronautiques de la Région Parisienne (CAARP) con sede a Beynes e che produceva il CAAARP CP 100, decise di avviare lo sviluppo di un nuovo velivolo leggero destinato al mercato dell'aviazione generale con cabina di pilotaggio biposto a posti affiancati.
Il prototipo, il No. 01, venne portato in volo per la prima volta con buoni risultati ma nella fase di sviluppo, durante un ulteriore volo di prova, il velivolo subì un problema di affaticamento strutturale per il superamento dei limiti progettuali che ne causò la distruzione ed il decesso dei due membri dell'equipaggio.
La successiva inchiesta, istituita per determinare le responsabilità dell'incidente, utilizzò il secondo prototipo per testare la resistenza strutturale e determinò che non era da imputare al progetto cosicché lo sviluppo poté continuare. Venne costruito un terzo prototipo, che ricevette la designazione CAP da Construction Aéronautique Parisienne e nuovamente il numero 01, normalmente destinato al primo prototipo. Registrato come F-WOPX effettuò il suo primo volo il 22 agosto 1968 ai comandi del pilota collaudatore Gerard Tahon.

## Impiego operativo
La pattuglia acrobatica francese Patrouille Captens impiega due CAP 10.